# Melanochromis wochepa
Melanochromis wochepa är en fiskart som beskrevs av Konings-dudin, Konings och Stauffer 2009. Melanochromis wochepa ingår i släktet Melanochromis och familjen Cichlidae. Inga underarter finns listade i Catalogue of Life.